# Manawa setosa
Manawa setosa är en spindelart som beskrevs av Forster 1970. Manawa setosa ingår i släktet Manawa och familjen Desidae. Inga underarter finns listade i Catalogue of Life.